# Taisuke Nakamura
Taisuke Nakamura (中村 太亮 Nakamura Taisuke?), född 19 juli 1989 i Kyoto prefektur, är en japansk fotbollsspelare.
Nakamura började sin karriär 2008 i Kyoto Sanga FC. Efter Kyoto Sanga FC spelade han för Albirex Niigata, Montedio Yamagata, JEF United Chiba, Júbilo Iwata och Omiya Ardija.